# تششمة زعفران (مقاطعة تشرام)
تششمة زعفران (بالفارسية: چشمه زعفران) هي قرية تقع في قسم الغتشين الريفي (مقاطعة تشرام) في إيران. يقدر عدد سكانها بـ 77 نسمة بحسب إحصاء 2016.